# Crematogaster pallida
Crematogaster pallida är en myrart som beskrevs av Lowne 1865. Crematogaster pallida ingår i släktet Crematogaster och familjen myror. Inga underarter finns listade i Catalogue of Life.